# Lee Min-hyuk
Lee Min Hyuk (en hangul, 이민혁; en hanja, 李旼赫; Nowon-gu, Seúl, 29 de noviembre de 1990), conocido como Minhyuk (en hangul, 민혁), es un cantante, rapero,	  Bailarín, Letrista, Compositor, Productor, Modelo y MC surcoreano. Es integrante de grupo masculino BtoB desde 2012 bajo el sello discográfico Cube Entertainment.

## Primeros años
Minhyuk nació el 29 de noviembre de 1990 en Seúl, Corea del Sur. Se graduó en Kwangsung High School y asistió a la Universidad Dankook, se especializó en la música.[cita requerida] Ha sido activo como un artista de música underground bajo el pseudónimo Huta y ha colaborado en las canciones de Zico de Block B y Park Kyung.[cita requerida]
Aunque el 14 de julio de 2021 la agencia Cube Entertainment anunció que Minhyuk se había sometido como medida de prevención a una prueba de COVID-19 después de que su profesor vocal diera positivo por el virus y que sus resultados fueron negativos (tanto en la prueba rápida de antígeno y la  prueba de PCR), pero que siguiendo las indicaciones del gobierno permanecería en cuarentena como medida de precaución. Unos días después, 17 de julio del mismo año se anunció que mientras se encontraba en cuarentena, Min-hyuk había comenzado a mostrar signos de tos y fiebre, por lo que el 16 de julio se había sometido a otra prueba y sus resultados habían dado positivo a COVID-19, por lo que se encontraba recibiendo atención.

## Carrera
Es miembro de la agencia Cube Entertainment.

### Predebut
Lee Minhyuk junto con otros miembros de BtoB, Eunkwang, Hyunsik, Ilhoon y el antiguo integrante, Minwoo, actuaron en el sitcom Invincible Chungdam No. 5 de JTBC antes de debutar oficialmente en BtoB.

### BtoB
Lee hizo su debut como integrante de BtoB en 2012. El grupo hizo su debut oficial el 21 de marzo de 2012 en M! Countdown.

### Actividades en solitario
En 2012, Minhyuk apareció en el programa de variedades The Romantic & Idol 2 de TVN. También tuvo múltiples apariciones desde 2013 en Let's Go! Dream Team Season 2.
En 2014, apareció en los dramas, A New Leaf y en Love & War 2 con papeles de apoyo. Después de su carrera como actor, se unió al elenco de Sweet, Savage Family en 2015. Él también protagonizó el web-drama Nightmare Teacher.
Minhyuk usó su pseudónimo Heota cuando apareció en la canción «I'm OK» de Postmen, que fue publicada el 14 de julio de 2015. Minhyuk es también conocido como uno de los mejores ídolos de la industria, ya que sus impresionantes habilidades son demostradas en Idol Star Athletics Championships. Fue coronado como el Jugador Más Valioso de Idol Star Athletics Championships de 2014 en el que ganó su grupo, el equipo B, y Minhyuk fue galardonado con tres medallas de oro y una medalla de plata.

## Discografía
| Título                                                                                       | Año                    | Mejor posición         | Ventas                 | Álbum                           |
| Título                                                                                       | Año                    | COR                    | Ventas                 | Álbum                           |
| Como artista principal                                                                       | Como artista principal | Como artista principal | Como artista principal | Como artista principal          |
| -------------------------------------------------------------------------------------------- | ---------------------- | ---------------------- | ---------------------- | ------------------------------- |
| «Purple Rain» CHEEZE)                                                                        | 2017                   | —                      | —                      | Piece of BTOB Vol. 5            |
| Como artista invitado                                                                        |                        |                        |                        |                                 |
| «I'm OK» (Postmen feat. Heota)                                                               | 2015                   | —                      | - COR: 19 564          | I'm OK                          |
| «2Limes» (Inoran feat. Minhyuk, Peniel, Ilhoon)                                              | 2015                   | —                      | N/A                    | Beautiful Now                   |
| «You to the Bone» (Song Yu Bin feat. Heota)                                                  | 2016                   | —                      | N/A                    | Sin álbum                       |
| Apariciones en bandas sonoras                                                                |                        |                        |                        |                                 |
| «Past Days» (con Junhyung, Ha Yeon Soo, Changsub, Hyunsik, Sungjae)                          | 2013                   | 56                     | - COR: 87 730          | Monstar OST                     |
| «After Time Passes» (con Junhyung, Changsub, Hyunsik, Sungjae)                               | 2013                   | 32                     | - COR: 125 359         | Monstar OST                     |
| «First Love» (con Junhyung, Changsub, Hyunsik, Sungjae)                                      | 2013                   | 61                     | - COR: 36 395          | Monstar OST                     |
| «No» (con Bang Minah)                                                                        | 2015                   | —                      | N/A                    | Sweet, Savage Family OST        |
| «After the Show Ends» (con Changsub, Elkie                                                   | 2016                   | —                      | N/A                    | After the Show Ends OST         |
| «For You» (con Changsub, Eunkwang, Ilhoon)                                                   | 2016                   | —                      | N/A                    | Cinderella and Four Knights OST |
| «─» indica que el lanzamiento no se posicionó en la lista o no se publicó en ese territorio. |                        |                        |                        |                                 |

## Filmografía

### Película
| Año  | Título            | Papel        | Notas  |
| ---- | ----------------- | ------------ | ------ |
| 2022 | Seoul Ghost Story |              | [ 20 ] |
| 2017 | Swordsman         | Gyeom Sa Bok |        |

### Dramas
| Año  | Título                     | Cadena        | Papel        | Notas                |
| ---- | -------------------------- | ------------- | ------------ | -------------------- |
| 2013 | Reckless Family 2          | MBC           | Él mismo     |                      |
| 2013 | Fantastic Tower            | tvN           | Minho        | Episodio 8, Parte 1. |
| 2014 | Love and War 2: Her Choice | KBS2          | Hyunwoo      | Ídolo especial       |
| 2014 | A New Leaf                 | MBC           | Lee Jihyeok  |                      |
| 2015 | Sweet, Savage Family       | MBC           | Yoon Sungmin |                      |
| 2016 | Nightmare Teacher          | Naver TV Cast | Seo Sang Woo | Web-drama            |
| 2016 | Oh My God Tip              | MBC MBig TV   | Él mismo     | Con Nayeon de Twice  |
| 2016 | After the Show Ends        | tvN           | Ma Rok Hee   | [ 21 ]               |

### Programas de variedades
| Año       | Título                                 | Cadena         | Notas                                                                   |
| --------- | -------------------------------------- | -------------- | ----------------------------------------------------------------------- |
| 2012      | The Show                               | SBS MTV        | MC junto a Sungjae.                                                     |
| 2012      | The Romantic & Idol Season 2           | tvN            | Emparejado con Yweon de Jewelry.                                        |
| 2013─2015 | Let's Go! Dream Team Season 2          | KBS2           | Aparición en los episodios 146, 159, 191, 194, 196, 218, 219, 224, 260. |
| 2013      | We Got Married Global Edition          | MBC            | Invitado especial con Ilhoon en los episodios 7 y 8.                    |
| 2014      | Eco Village                            | SBS            | Invitado                                                                |
| 2015      | Running Man                            | SBS            | Invitado en el episodio 233.                                            |
| 2015      | Star King                              | SBS            | Invitado en el episodio 399.                                            |
| 2015      | SM Rookies' Mickey Mouse Club          | Disney Channel | Invitado en el episodio 3.                                              |
| 2015      | Hello Counselor                        | KBS2           | Invitado, Ep. 207                                                       |
| 2016      | Same Bed, Different Dreams             | SBS            | Invitado en el episodio 48.                                             |
| 2016      | Cool Kiz on the Block                  | KBS2           | Invitado en el episodio 154.                                            |
| 2017      | Battle Trip                            | KBS            | Invitado con Eunkwang y Changsub en el episodio 62                      |
| 2018      | Law of the Jungle in Last Indian Ocean | SBS            | miembro, (ep. #340-343)                                                 |

### Radio
| Año             | Título                                   | Cadena     | Notas |
| --------------- | ---------------------------------------- | ---------- | ----- |
| 2021 - presente | Kiss the Radio - "BTOB’s Kiss the Radio" | KBS CoolFM | DJ    |